# Governatorato di Samara
Il governatorato di Samara, in russo Самарская губерния? era una gubernija dell'Impero russo. Il capoluogo era Samara.